# Forces armées de libération (Argentine)
Pour les articles homonymes, voir Forces armées de libération.
Les Forces armées de libération (Fuerzas Armadas de Liberación, FAL, aussi connues sous le nom de Frente Argentino de Liberación ou de Fuerzas Argentinas de Liberación ) étaient une organisation révolutionnaire argentine, créée en 1966, après le coup d'État national-catholique dit de la « Révolution argentine », qui fusionna en 1972 avec l'ERP (trotskyste) . Le noyau originel du groupe provient d'une scission du groupe trotskyste Movimiento de Izquierda Revolucionario Praxis, dirigé par Silvio Frondizi (le frère du président Arturo Frondizi) . Des membres de la Jeunesse péroniste ou proches de ces mouvements, tels José Luis Nell qui rejoignit ensuite les Montoneros, ainsi que des dissidents du Parti communiste (dont Pouzadella et Ricardo) , ont aussi participé aux FAL. Les membres des FAL finirent par rejoindre soit l'ERP, soit les Montoneros, se divisant à la suite de l'issue électorale prévue par le Grand Accord National (fin 1971) du général Lanusse.
Ainsi, en 1973, il n'existait plus des FAL que deux groupes, la colonne América en Armas et le FAL-22 août, dont la majorité des membres provenaient du Commando Benjo Cruz de La Plata, et qui visait à la création d'un « grand parti révolutionnaire » . Si les FAL étaient à l'origine anti-péronistes, le FAL-22 août se considérait allié du péronisme de gauche. Il appela ainsi à voter pour le FreJuLi lors des élections de mars 1973, mais, devant le virage à droite du Parti justicialiste, soutint la nécessité de continuer la lutte armée.

## La préhistoire des FAL
Fin 1958, une vingtaine de membres se séparent du groupe Movimiento de Izquierda Revolucionario Praxis, dirigé par Silvio Frondizi, le considérant comme trop théorique et pas assez impliqué dans les luttes réelles, considérations renforcées après l'occupation du Frigorífico Lisandro de la Torre (à Villa 15, aujourd'hui Ciudad Oculta (es)) de janvier 1959. Cinq militants, dont l'employé bancaire Juan Carlos Cibelli, le professeur de chimie Gerardo Pouzadela, et les étudiants  Jorge Pérez et Ricardo, effectuent une nouvelle scission à partir de ce groupe, et forment le noyau originel des FAP qui organise l'assaut d'avril 1969. Ils se définissent alors comme « organisation armée » « accompagnant le processus insurrectionnel » en formant l'« embryon d'une armée » .
De 1959 à 1964, ce groupe se développe et effectue ses premières actions, ouvrant un front de guérilla rurale dans la province de Tucumán en 1962, où ils sont aussi présents au sein des syndicats (notamment dans le syndicat ferroviaire de Tafi Viejo) . Ce front vise cependant davantage à faire diversion, et à offrir un lieu de refuge pour les militants, qu'à concrétiser une stratégie guévariste, qu'ils critiquent durement, tout comme ils critiquent comme insensée la tentative de l'Ejército Guerrillero del Pueblo d'initier, en 1964, un foco, alors qu'un « gouvernement constitutionnel », celui d'Arturo Illia, était en place. Ils furent ainsi la seule organisation à ne pas envoyer de militants s'entraîner à Cuba, considérant que ce qu'on pouvait y apprendre ne servait qu'à la guérilla rurale, inutile dans le pays urbanisé qu'était déjà l'Argentine . En 1962-63, Cibelli et son groupe pensaient plutôt infiltrer l'armée et retourner ses armes contre elle-même . Durant une décennie, ils s'entraînent ainsi militairement, ce qui explique la non-revendication de l'assaut de 1969: la propagande ne fait pas partie des tâches qu'ils se donnent, au sein du mouvement ouvrier. En juin 1962, 37 membres de l'organisation s'emparent des armes de l'Institut géographique national, première action suivie par quelques autres (arnaques aux chèques, braquage du Banco Popular Argentino, en 1968, à Liniers, un quartier de Buenos Aires) .
À cette époque, les FAL refusent de travailler avec d'autres organisations armées, et encore moins avec celles liées au péronisme (FAR, FAP, Montoneros), considéré comme un mouvement infiltré et instrumentalisé par les services de renseignement; le groupe resta toujours anti-péroniste, y compris après que l'un de ses dirigeants, Pérez, ait rejoint, en 1964, le camp péroniste aux côtés de Gustavo Rearte, le fondateur de la Jeunesse péroniste. En revanche, ils adhèrent à nombre de syndicats, mais en sont exclus à partir de 1966, en raison de la répression du général Onganía ainsi que de l'hégémonie du leader syndical Augusto Vandor, partisan d'une négociation avec les militaires, sur le mouvement syndical. Ils forment aussi une Ligue estudiantine révolutionnaire, qui demeure de faible envergure, le groupe évitant notamment les universitaires, considérés comme risqués en raison de la présence d'agents des services.

## La polémique théorique et l'assaut d'avril 1969
Début 1969, le Groupe Cibelli entre en contact avec Luis María Aguirre, qui initia une rupture avec le Parti révolutionnaire des travailleurs (PRT, trotskyste, lequel donna naissance à la guérilla de l'ERP), à des fins éventuelles de rapprochement. Toutefois, les groupes finissent par polémiquer sur des questions théoriques, Aguirre en appelant aux théories formulées par Althusser et ses proches, tandis que Cibelli s'appuie au contraire sur l'intellectuel soviétique Sergei Rubinstein, référence orthodoxe du Parti communiste argentin. Finalement, les deux groupes fusionnèrent, mettant de côté les querelles théoriques et taisant les références respectives à Althusser et Rubinstein, en affirmant que l'action conjointe limiterait les différends théoriques.
La première action armée de ce nouveau groupe fut l'assaut d'avril 1969, du 5 avril 1969 contre le premier régiment d'infanterie de Campo de Mayo (province de Buenos Aires); aucun affrontement direct n'eût lieu, l'objectif étant simplement des prendre des armes. Non revendiquée, l'action fait l'objet de diverses hypothèses dans la presse, la revue Primera Plana (es) évoquant même une action possiblement organisée par des gendarmes, dans le cadre de conflits internes. Fin mai 1969, la police remonte cependant à Alejandro Baldú, et trouve les noms des personnes ayant participé à l'opération (Alberto Arruda, Sergio Pablo Bjelis, Carlos Malter-Terrada, l'avocat Hernán Henríquez et l'employé bancaire Juan Carlos Cibelli, qui est le seul à être arrêté, et incarcéré jusqu'à 1973 - date de l'amnistie présidentielle d'Héctor Cámpora). L'action ne fut finalement revendiquée par les FAL qu'un an après.

## La première action revendiquée (mars 1970)
Les FAL enlevèrent ensuite, le 24 mars 1970, le consul du Paraguay, Waldemar Sánchez, accusé d'être un agent de la CIA et de représenter la dictature d'Alfredo Stroessner, réclamant en échange de sa libération celle de deux militants des FAL, Carlos Della Nave et Alejandro Baldú, dont on ne savait rien depuis leur arrestation le 18 et 19 mars 1970. La junte s'opposa à ce marché. Carlos Della Nave fut cependant montré à la presse, avec des traces évidentes de torture, tandis que le gouvernement nia avoir arrêté Baldú, qu'on ne revit jamais, ce qui en fait une victime précoce de la technique de disparition forcée qui sera généralisée par la dictature militaire de 1976-1983. Malgré cela, le consul fut finalement libéré le 28 mars 1970 , pour « raisons humanitaires » . Le consul lui-même déclara avoir été « très bien traité » durant ces quelques jours.
Jusqu'en novembre 1970, l'action directe des FAL, qui a changé de stratégie depuis les années 1960, vise davantage à ridiculiser le régime et à recevoir l'appui de la population (distribution de volaille après le vol d'un camion, distribution de tracts par avion) qu'à la violence, ce qui change avec l'assassinat, le 18 novembre 1970, du sous-commissaire Osvaldo Sandoval.

## Chronologie des actions des FAL
- 4 avril 1969: première action armée, contre le premier régiment d'infanterie de Palermo (Buenos Aires) [2].
- 24 mars 1970: enlèvement du consul du Paraguay, Waldemar Sánchez, libéré par la suite.
- 18 juin 1970: braquage (« expropriation ») contre la Banco Provincial de Córdoba (Departamento Unión).
- 8 août 1970: braquage à Córdoba contre un camion transportant de la volaille, qui est distribuée dans un quartier modeste.
- 25 septembre 1970: attaque du train El Rosarino, au cours de laquelle des armes et de l'argent sont pris.
- 6 octobre 1970: vol d'instruments de chirurgie à la Clinique Mayo à La Plata.
- 15 octobre 1970: détournement d'avion à Rosario, utilisé pour jeter dans les airs des milliers de tracts.
- 29 octobre 1970: attaque de trois policiers de garde à l'ambassade des États-Unis et prise de leurs armes et de leurs uniformes. Aucune victime.
- 18 novembre 1970: assassinat du sous-commissaire Osvaldo Sandoval, second chef des Affaires politiques de la police fédérale.